# Take-Two Licensing
Ne doit pas être confondu avec TDK Mediactive Europe.
TDK Mediactive Inc. était une entreprise d'édition et de distribution de jeux vidéo appartenant initialement à TDK USA Corp, filiale américaine de TDK. Rachetée par Take-Two Interactive fin 2003 pour 22,5 millions de dollars, elle est alors renommée Take-Two Licensing Inc..
TDK a conservé le site internet http://www.tdk-mediactive.com/ qui accueille le label TDK DVD qui édite des DVD de musique.

## Jeux publiés
| Titre                            | Date de sortie | Plates-formes                   | Développeur              |
| -------------------------------- | -------------- | ------------------------------- | ------------------------ |
| Casper: Spirit Dimensions        | 2001           | GameCube, PlayStation 2         | Lucky Chicken Games      |
| Lady Sia                         | 2001           | Game Boy Advance                | RFX Interactive          |
| No Rules: Get Phat               | 2001           | Game Boy Advance                | Flying Tiger Development |
| Shrek                            | 2001           | Xbox, GameCube                  | Digital Illusions CE     |
| Dinotopia: The Timestone Pirates | 2002           | Game Boy Advance                | RFX Interactive          |
| Robotech: Battlecry              | 2002           | GameCube, PlayStation 2, Xbox   | Vicious Cycle Software   |
| Robotech: The Macross Saga)      | 2002           | Game Boy Advance                | Lucky Chicken Games      |
| Shrek Super Party                | 2002           | GameCube, PlayStation 2, Xbox   | Mass Media               |
| Pirates des Caraïbes             | 2003           | Game Boy Advance                | Pocket Studios           |
| Aquaman: Battle for Atlantis     | 2003           | GameCube, Xbox                  | Lucky Chicken Games      |
| The Haunted Mansion              | 2003           | GameCube, PlayStation 2, Xbox   | High Voltage Software    |
| Corvette                         | 2003           | Windows, Xbox, Game Boy Advance | Steel Monkeys            |